# Menlo, Iowa
Menlo är en ort i Guthrie County i Iowa. Enligt 2010 års folkräkning hade Menlo 353 invånare, en liten minskning från 365 invånare år 2000.